# Verbi Divini Minister
Verbi Divini Minister [V. D. M.]. Posto dopo il nome di una persona, equivale più o meno al titolo Reverendo e sta per il latino: "Verbi Dei Minister" o "Verbi Divini Minister" (Ministro della Parola di Dio), o anche a "Verbi Divini Magister" (Maestro della Parola di Dio). Era il titolo più usato dai pastori e dai predicatori evangelici (protestanti). 
Questo è generalmente il titolo preferito dai ministri di culto della riforma calvinista, quella che maggiormente ha operato la declericalizzazione della chiesa e che quindi rifiuta di dare o suggerire uno status più elevato dei pastori rispetto al resto del popolo di Dio, affermando il principio del sacerdozio universale.

## Collegamenti connessi
- Pastore evangelico
- Titoli ecclesiastici
- Ministro di culto
- Clero
- Cura pastorale
- Teologia pastorale